# ISO 4
ISO 4 (Informacija i dokumentacija – Pravila za skraćivanje naslova publikacija) je međunarodni standard, koji definiše uniformni sistem za skraćivanje naziva serijala, i.e. naslova publikacija kao što su naučni časopisi koji se periodično objavljuju. ISSN internacionalni centar, koji je opunovažila Međunarodna organizacija za standardizaciju (ISO) kao registracioni autoritet za ISO 4, održava „Spisak skraćenica reči naslova“. To su standardne skraćenice reči koje se često sreću u nazivima časopisa.

## Spoljašnje veze
- List of Title Word Abbreviations